# Jong Tae-Se
Jong Tae-Se (n. 2 martie 1984, Nagoya, Japonia) este un fotbalist japonez.

## Statistici
| Coreea de Nord | Coreea de Nord | Coreea de Nord |
| An             | Meciuri        | Goluri         |
| -------------- | -------------- | -------------- |
| 2007           | 3              | 8              |
| 2008           | 10             | 3              |
| 2009           | 7              | 1              |
| 2010           | 5              | 3              |
| 2011           | 8              | 0              |
| Total          | 33             | 15             |